# Oblast de Smolensk
L'oblast de Smolensk (en russe : Смоле́нская о́бласть, Smolenskaïa oblast) est un sujet fédéral de Russie (oblast). Sa capitale administrative est la ville de Smolensk. Il fait partie du district fédéral central.
L'oblast de Smolensk est situé entre la Biélorussie à l'ouest, l'oblast de Briansk au sud, l'oblast de Kalouga et l'oblast de Moscou à l'est, et au nord l'oblast de Tver et l'oblast de Pskov.

## Géographie
L'oblast de Smolensk a une superficie de 49 779 km2.
Le relief de la région est dominé par les collines de Smolensk, traversées d'est en ouest par le Dniepr. Sa situation, au milieu des routes et des liaisons ferroviaires reliant Moscou à la Biélorussie, à la Russie baltique et l'Europe de l'est, est privilégiée. Le climat est continental tempéré : les étés sont chauds, mais les hivers relativement plus cléments que dans le reste de la Russie.
L'oblast de Smolensk est très boisé, ce qui influe fortement sur l’économie locale.D'une part, les forêts et les lacs constituent des pôles touristiques importants ; d'autre part, la filière bois est particulièrement développée. Les autres activités sont la taille des gemmes, la métallurgie et les constructions mécaniques.

### Hydrographie
Les principaux cours d'eau sont le Dniepr et ses affluents : Desna, Vop, Viazma. Pour le bassin de la Volga, le Vazouza Gzhat et pour celui de l'Oka, Ougra. La Daugava et son affluent, la Kasplya, traversent le nord ouest de l'oblast.
D'importants lacs de retenue alimentent Moscou en eau potable, tel celui de Vazouzssky-Yauza et d'autres au nord-est. Les barrages-réservoirs de Smolensk et de Desnogorsk servent au refroidissement des réacteurs de centrales.

## Population et société
Depuis 2002, l'oblast connaît une baisse de sa population due au départ de nombreux jeunes vers l'oblast de Moscou, voire Moscou même, dans la recherche d'un travail.

### Démographie
| 2002      | 2016    | 2021 | - | - |
| --------- | ------- | ---- | - | - |
| 1 049 574 | 958 630 | -    | - | - |

## Administration
L'oblast de Smolensk est subdivisé en vingt-cinq raïons et deux villes directement sous la juridiction de l'oblast (Smolensk et Desnogorsk). Les villes importantes sont Viazma, Roslavl, Iartsevo et Safonovo.
| Villes          | Nom russe  | Habitants (01/01/2005) |
| --------------- | ---------- | ---------------------- |
| Smolensk        | Смоленск   | 319 329                |
| Viazma          | Вязьма     | 56 471                 |
| Roslavl         | Рославль   | 56 451                 |
| Iartsevo        | Ярцево     | 51 453                 |
| Safonovo        | Сафоново   | 46 841                 |
| Desnogorsk      | Десногорск | 32 063                 |
| Gagarine        | Гагарин    | 27 759                 |
| Dorogobouj      | Дорогобуж  | 11 874                 |
| Ielnia          | Ельня      | 10 308                 |
| Roudnia         | Рудня      | 9 842                  |
| Potchinok       | Починок    | 9 461                  |
| Demidov         | Демидов    | 8 443                  |
| Sytchiovka      | Сычёвка    | 8 316                  |
| Velij           | Велиж      | 7 955                  |
| Doukhovchtchina | Духовщина  | 4 475                  |

| Année | Fécondité | Fécondité urbaine | Fécondité rurale |
| ----- | --------- | ----------------- | ---------------- |
| 1990  | 1,79      | 1,63              | 2,38             |
| 1991  | 1,64      | 1,46              | 2,29             |
| 1992  | 1,45      | 1,30              | 1,98             |
| 1993  | 1,29      | 1,17              | 1,71             |
| 1994  | 1,34      | 1,22              | 1,74             |
| 1995  | 1,25      | 1,14              | 1,63             |
| 1996  | 1,19      | 1,09              | 1,50             |
| 1997  | 1,09      | 1,01              | 1,38             |
| 1998  | 1,08      | 1,00              | 1,36             |
| 1999  | 0,99      | 0,93              | 1,22             |
| 2000  | 1,03      | 0,97              | 1,23             |
| 2001  | 1,09      | 1,04              | 1,28             |
| 2002  | 1,16      | 1,09              | 1,39             |
| 2003  | 1,20      | 1,14              | 1,42             |
| 2004  | 1,20      | 1,12              | 1,45             |
| 2005  | 1,14      | 1,06              | 1,38             |
| 2006  | 1,15      | 1,07              | 1,40             |
| 2007  | 1,23      | 1,13              | 1,56             |
| 2008  | 1,30      | 1,22              | 1,55             |
| 2009  | 1,39      | 1,27              | 1,75             |
| 2010  | 1,38      | 1,29              | 1,67             |
| 2011  | 1,40      | 1,32              | 1,66             |
| 2012  | 1,43      | 1,34              | 1,75             |
| 2013  | 1,48      | 1,39              | 1,80             |
| 2014  | 1,53      | 1,43              | 1,89             |
| 2015  | 1,52      | 1,56              | 1,45             |
| 2016  | 1,51      | 1,55              | 1,41             |
| 2017  | 1,37      | 1,41              | 1,31             |
| 2018  | 1,28      | 1,32              | 1,19             |
| 2019  | 1,21      | 1,23              | 1,18             |